# 雙線無鬚鱈
雙線無鬚鱈，為輻鰭魚綱鱈形目無鬚鱈科的其中一種，分布於西北大西洋加拿大至巴哈馬群島海域，為深海魚類，深度55-914公尺，體長可達76公分，棲息在沙底質水域，以頭足類、魚類、片腳類等為食，生活習性不明，為高經濟價值食用魚。

## 扩展阅读
維基物種上的相關：雙線無鬚鱈